# Anatoli Nikolajewitsch Scheglanow
Anatoli Nikolajewitsch Scheglanow (russisch Анатолий Николаевич Жегланов; * 14. Mai 1946; † 28. Juni 1999) war ein sowjetischer Skispringer.
Scheglanow stand von 1968 bis 1972 im sowjetischen Kader für die Vierschanzentournee und konnte bei Springen insgesamt zweimal den zweiten Platz und zweimal den dritten Platz erreichen. Am Ende der Vierschanzentournee 1968/69 wurde er in der Gesamtwertung Vierter.
Bei den Olympischen Winterspielen 1968 in Grenoble erreichte er auf der Normalschanze den 6. Platz und auf der Großschanze den 8. Platz. Bei den Olympischen Winterspielen 1972 in Sapporo erreichte er auf der Normalschanze den 21. Platz. Auf der Großschanze schied er bereits nach dem ersten Durchgang und Platz 32 aus.